# Mauléon-d'Armagnac
Pour les articles homonymes, voir Mauléon et Armagnac.
Mauléon-d'Armagnac (Mauleon d'Armanhac en gascon) est une commune française située dans le nord-ouest du département du Gers en région Occitanie. Sur le plan historique et culturel, la commune est dans le Bas-Armagnac, ou Armagnac noir, un pays s'inscrivant entre les vallées de l'Auzoue, la Gélise, la Douze et du Midou.
Exposée à un climat océanique altéré, elle est drainée par le Loumné, l'Estang et par divers autres petits cours d'eau. La commune possède un patrimoine naturel remarquable : un site Natura 2000 (le « réseau hydrographique du Midou et du Ludon ») et cinq zones naturelles d'intérêt écologique, faunistique et floristique.
Mauléon-d'Armagnac est une commune rurale qui compte 266 habitants en 2022, après avoir connu un pic de population de 1 252 habitants en 1806.  Ses habitants sont appelés les Mauléonais ou  Mauléonaises.
Le patrimoine architectural de la commune comprend un immeuble protégé au titre des monuments historiques : le château de Maniban, inscrit en 1984 et classé en 1995.

## Géographie

### Localisation
La commune est limitrophe du département des Landes.

### Communes limitrophes
Les communes limitrophes sont  Castex-d'Armagnac, Estang, Labastide-d'Armagnac, Lannemaignan et Monclar.
|              | Labastide-d'Armagnac (Landes) |         |
| Lannemaignan | Mauléon-d'Armagnac            | Monclar |
|              | Castex-d'Armagnac             | Estang  |

### Géologie et relief
Mauléon-d'Armagnac se situe en zone de sismicité 1 (sismicité très faible).

### Hydrographie

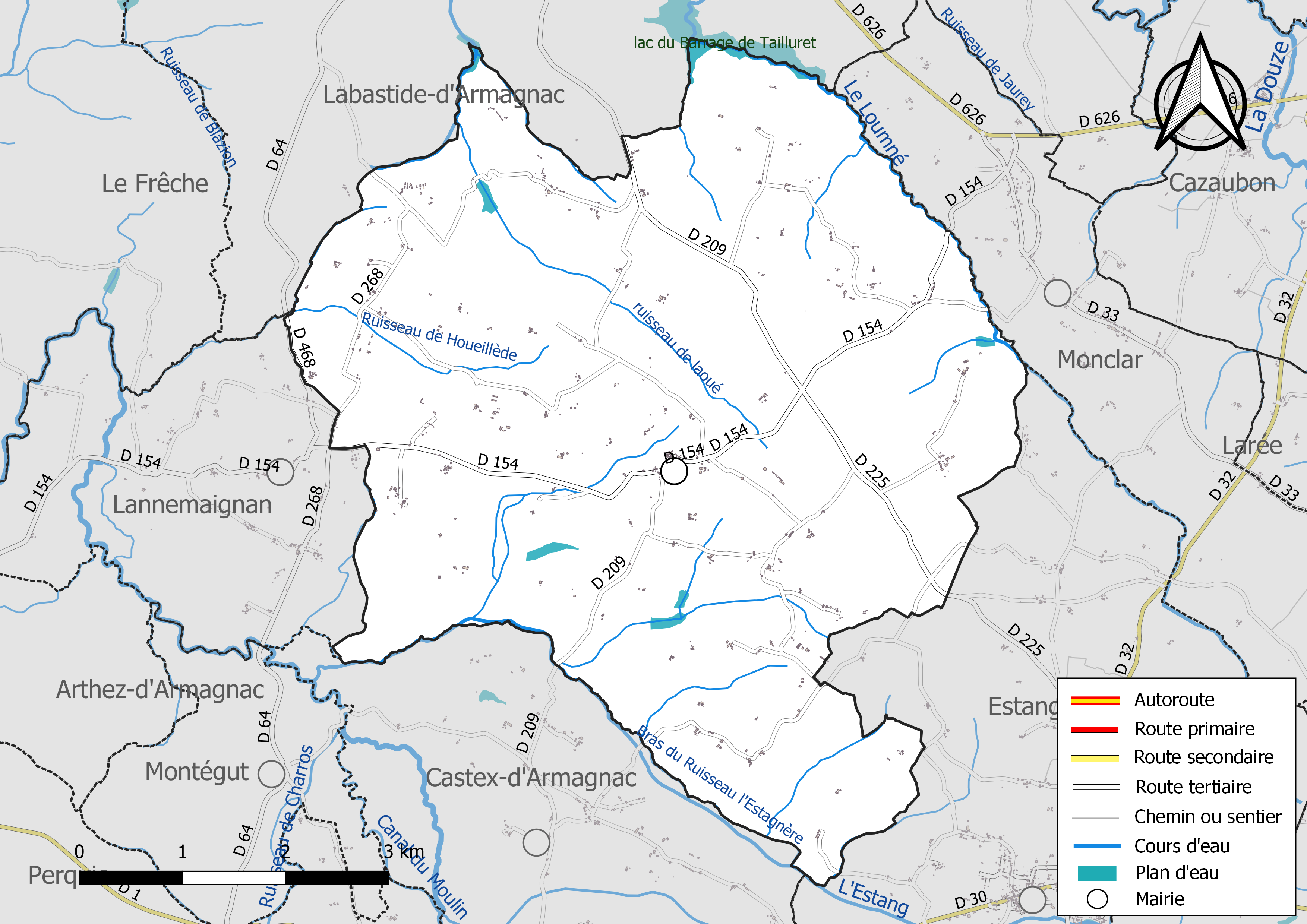
Carte des réseaux hydrographique et routier de Mauléon-d'Armagnac.

La commune est dans le bassin de l'Adour, au sein du bassin hydrographique Adour-Garonne. Elle est drainée par le Loumné, l'Estang, le ruisseau de Larrazieu, un bras du Ruisseau l'Estagnère, le ruisseau de Houeillède, le ruisseau de laoué, le ruisseau de Laulesse et par divers petits cours d'eau, qui constituent un réseau hydrographique de 34 km de longueur totale,.
Le Loumné, d'une longueur totale de 12,7 km, prend sa source dans la commune d'Estang et s'écoule du sud-est vers le nord-ouest. Il traverse la commune et se jette dans la Douze à Labastide-d'Armagnac, après avoir traversé 4 communes.
L'Estang, d'une longueur totale de 13,4 km, prend sa source dans la commune de Lias-d'Armagnac et s'écoule du sud-est vers le nord-ouest. Il traverse la commune et se jette dans la Midouze à Castex-d'Armagnac, après avoir traversé 4 communes.

### Climat
Pour des articles plus généraux, voir Climat de l'Occitanie et Climat du Gers.
En 2010, le climat de la commune est de type climat océanique altéré, selon une étude s'appuyant sur une série de données couvrant la période 1971-2000. En 2020, Météo-France publie une typologie des climats de la France métropolitaine dans laquelle la commune est dans une zone de transition entre le climat océanique et le climat océanique altéré et est dans la région climatique Aquitaine, Gascogne, caractérisée par une pluviométrie abondante au printemps, modérée en automne, un faible ensoleillement au printemps, un été chaud (19,5 °C), des vents faibles, des brouillards fréquents en automne et en hiver et des orages fréquents en été (15 à 20 jours).
Pour la période 1971-2000, la température annuelle moyenne est de 13,3 °C, avec une amplitude thermique annuelle de 15 °C. Le cumul annuel moyen de précipitations est de 929 mm, avec 11,2 jours de précipitations en janvier et 7 jours en juillet. Pour la période 1991-2020, la température moyenne annuelle observée sur la station météorologique la plus proche, située sur la commune de Créon-d'Armagnac à 11 km à vol d'oiseau, est de 13,1 °C et le cumul annuel moyen de précipitations est de 865,3 mm,. Pour l'avenir, les paramètres climatiques de la commune estimés pour 2050 selon différents scénarios d'émission de gaz à effet de serre sont consultables sur un site dédié publié par Météo-France en novembre 2022.

### Milieux naturels et biodiversité

#### Réseau Natura 2000

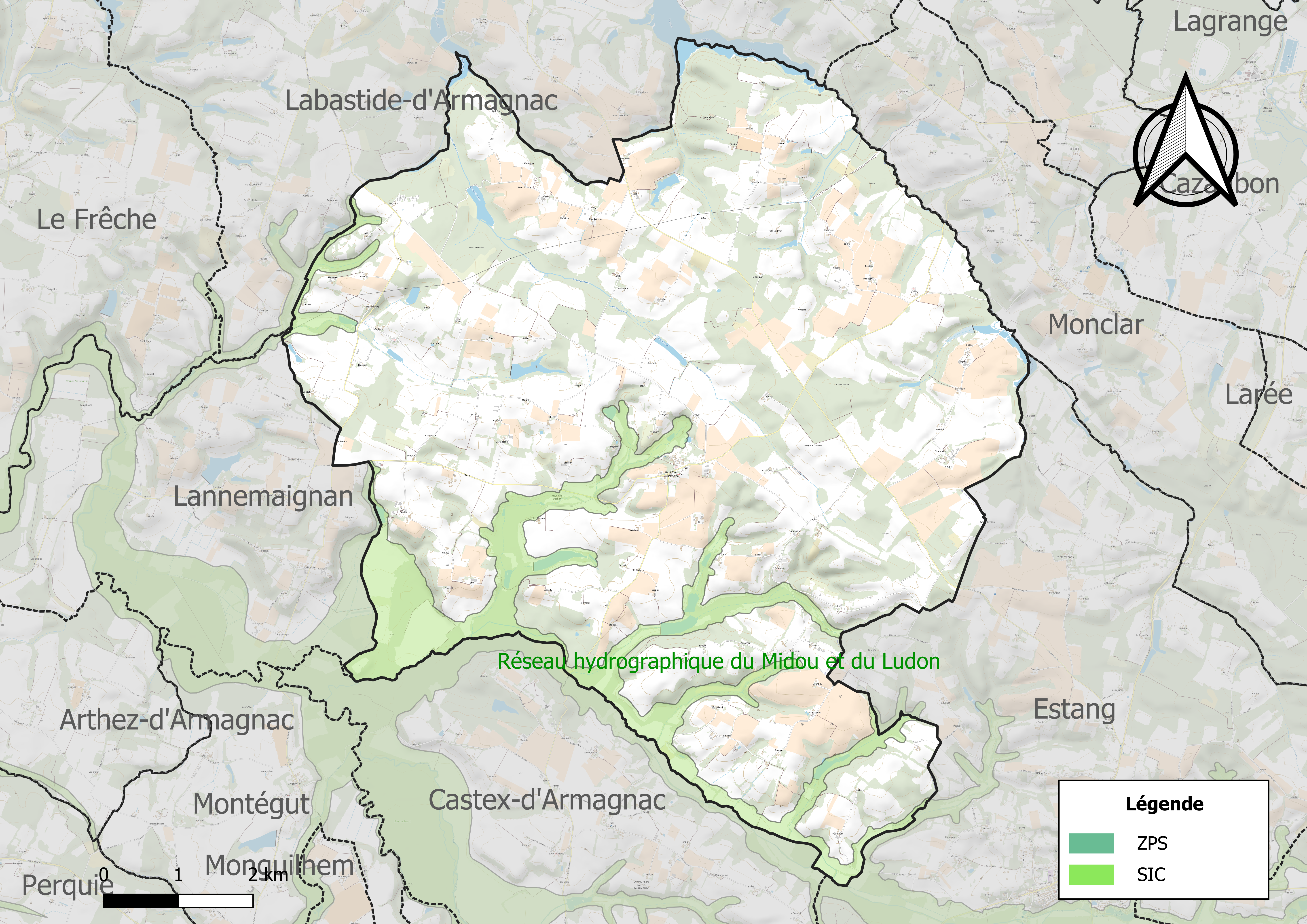
Site Natura 2000 sur le territoire communal.

Le réseau Natura 2000 est un réseau écologique européen de sites naturels d'intérêt écologique élaboré à partir des directives habitats et oiseaux, constitué de zones spéciales de conservation (ZSC) et de zones de protection spéciale (ZPS).
Un site Natura 2000 a été défini sur la commune au titre de la directive habitats : le « réseau hydrographique du Midou et du Ludon », d'une superficie de 6 542 ha, un site présentant une diversité d’habitats relativement importante, malgré une faible représentativité des habitats d’intérêt communautaire.

#### Zones naturelles d'intérêt écologique, faunistique et floristique
L’inventaire des zones naturelles d'intérêt écologique, faunistique et floristique (ZNIEFF) a pour objectif de réaliser une couverture des zones les plus intéressantes sur le plan écologique, essentiellement dans la perspective d’améliorer la connaissance du patrimoine naturel national et de fournir aux différents décideurs un outil d’aide à la prise en compte de l’environnement dans l’aménagement du territoire.
Trois ZNIEFF de type 1 sont recensées sur la commune :
- l'« étang de Maniban » (11 ha)[17] ;
- l'« étang et bois de Monbel » (127 ha), couvrant 2 communes du département[18] ;
- les « étangs des landes de Larrazieu » (86 ha), couvrant 2 communes dont une dans le Gers et une dans les Landes[19] ;

et deux ZNIEFF de type 2, : 
- le « réseau hydrographique du Midou et milieux annexes » (6 344 ha), couvrant 43 communes dont 37 dans le Gers et six dans les Landes[20] ;
- les « vallées de la Douze et de ses affluents » (2 502 ha), couvrant 24 communes dont une dans le Gers et 23 dans les Landes[21].

Carte des ZNIEFF de type 1 et 2 à Mauléon-d'Armagnac.
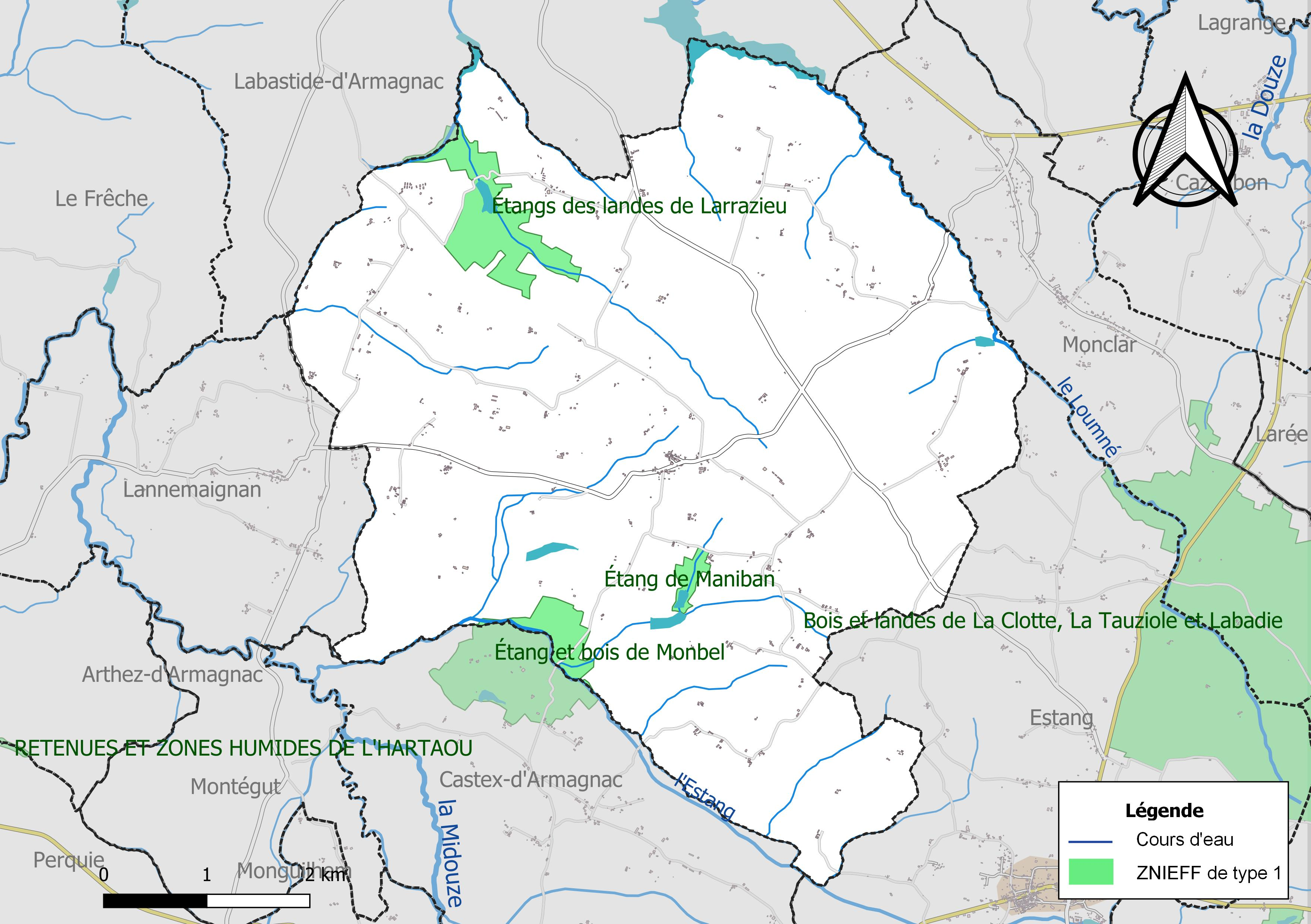
Carte des ZNIEFF de type 1 sur la commune.
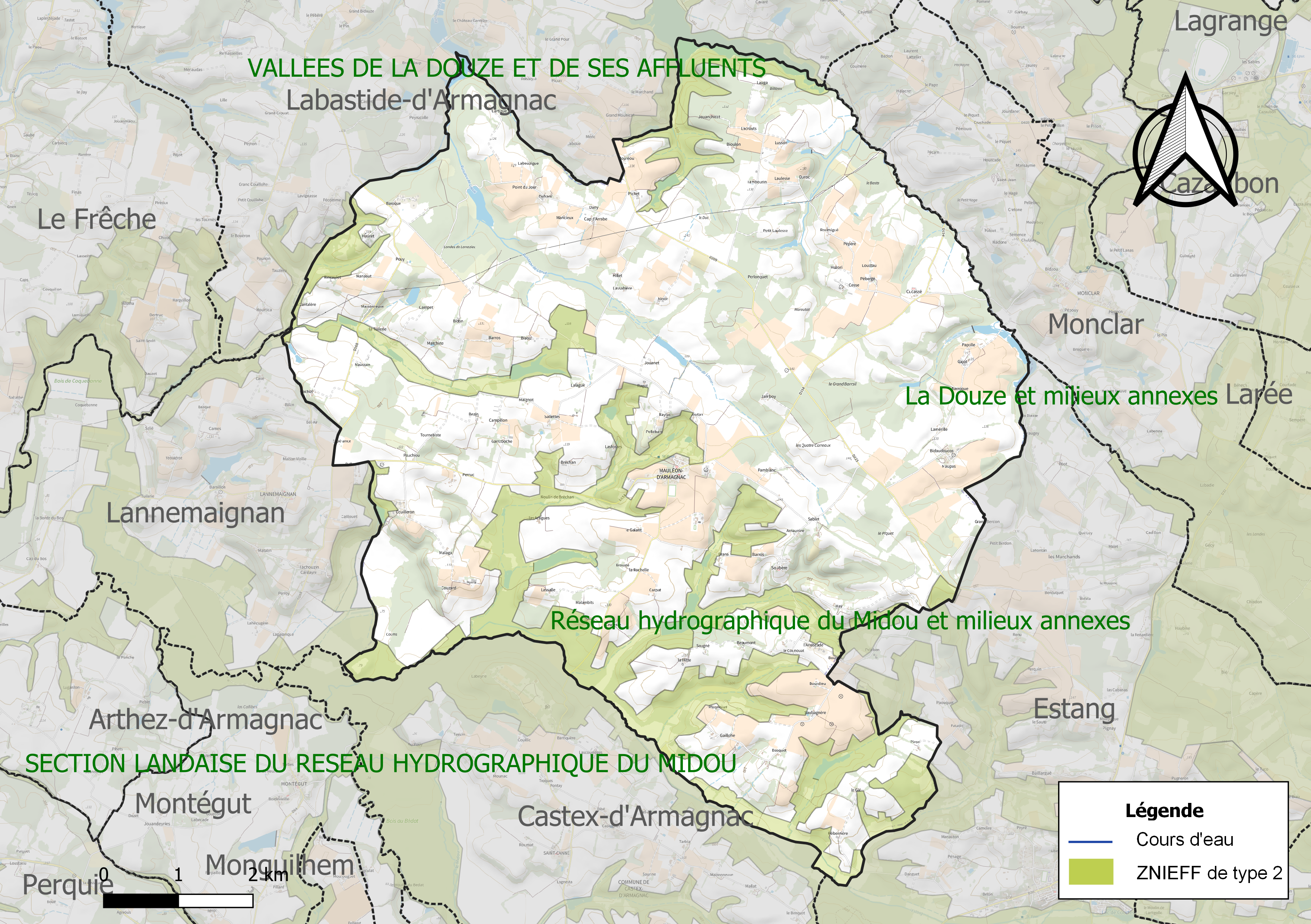
Carte des ZNIEFF de type 2 sur la commune.

## Urbanisme

### Typologie
Au 1er janvier 2024, Mauléon-d'Armagnac est catégorisée commune rurale à habitat très dispersé, selon la nouvelle grille communale de densité à sept niveaux définie par l'Insee en 2022.
Elle est située hors unité urbaine et hors attraction des villes,.

### Occupation des sols

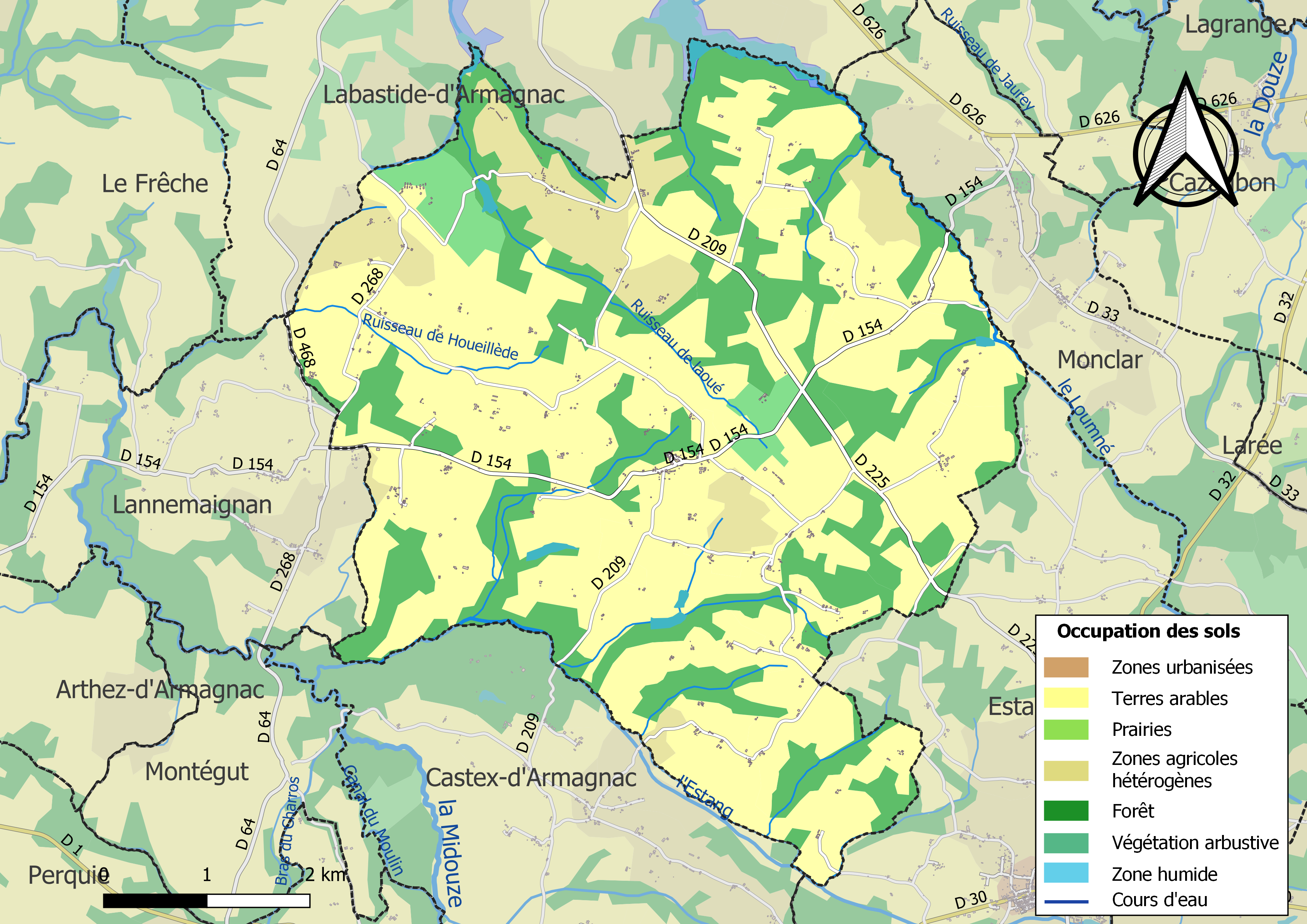
Carte des infrastructures et de l'occupation des sols de la commune en 2018 (CLC).

L'occupation des sols de la commune, telle qu'elle ressort de la base de données européenne d’occupation biophysique des sols Corine Land Cover (CLC), est marquée par l'importance des territoires agricoles (70,2 % en 2018), en diminution par rapport à 1990 (71,6 %). La répartition détaillée en 2018 est la suivante : 
terres arables (45,3 %), forêts (27,2 %), cultures permanentes (19,4 %), zones agricoles hétérogènes (4,3 %), milieux à végétation arbustive et/ou herbacée (2,3 %), prairies (1,3 %), eaux continentales (0,4 %). L'évolution de l’occupation des sols de la commune et de ses infrastructures peut être observée sur les différentes représentations cartographiques du territoire : la carte de Cassini (XVIIIe siècle), la carte d'état-major (1820-1866) et les cartes ou photos aériennes de l'IGN pour la période actuelle (1950 à aujourd'hui).

### Risques majeurs
Le territoire de la commune de Mauléon-d'Armagnac est vulnérable à différents aléas naturels : météorologiques (tempête, orage, neige, grand froid, canicule ou sécheresse) et séisme (sismicité très faible). Un site publié par le BRGM permet d'évaluer simplement et rapidement les risques d'un bien localisé soit par son adresse soit par le numéro de sa parcelle.

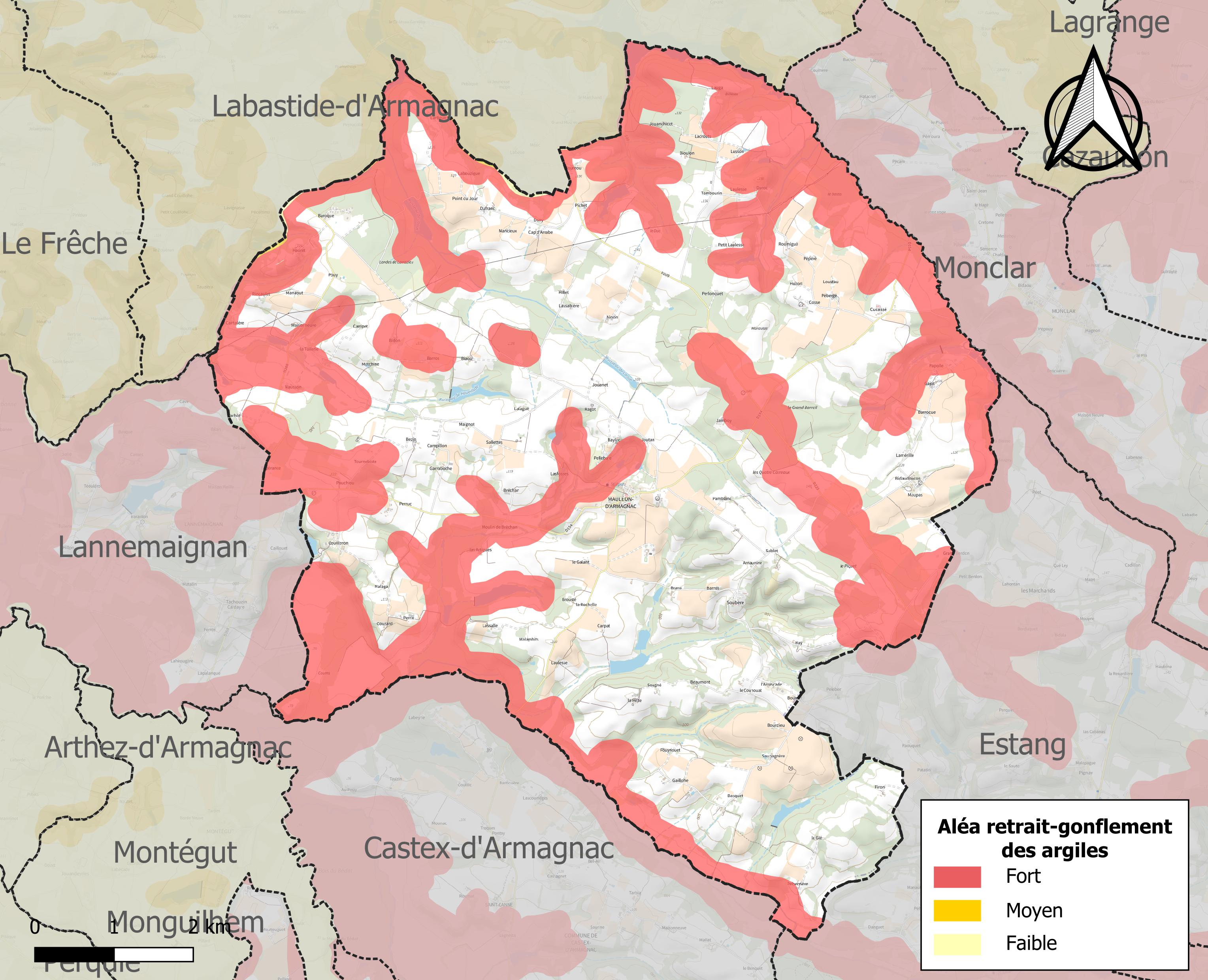
Carte des zones d'aléa retrait-gonflement des sols argileux de Mauléon-d'Armagnac.

Le retrait-gonflement des sols argileux est susceptible d'engendrer des dommages importants aux bâtiments en cas d’alternance de périodes de sécheresse et de pluie. 37,6 % de la superficie communale est en aléa moyen ou fort (94,5 % au niveau départemental et 48,5 % au niveau national). Sur les 193 bâtiments dénombrés sur la commune en 2019, 32 sont en aléa moyen ou fort, soit 17 %, à comparer aux 93 % au niveau départemental et 54 % au niveau national. Une cartographie de l'exposition du territoire national au retrait gonflement des sols argileux est disponible sur le site du BRGM,.
Par ailleurs, afin de mieux appréhender le risque d’affaissement de terrain, l'inventaire national des cavités souterraines permet de localiser celles situées sur la commune.
La commune a été reconnue en état de catastrophe naturelle au titre des dommages causés par les inondations et coulées de boue survenues en 1999 et 2009. Concernant les mouvements de terrains, la commune a été reconnue en état de catastrophe naturelle au titre des dommages causés par la sécheresse en 1989, 1990 et 2002 et par des mouvements de terrain en 1999.

## Politique et administration
| Période                                  | Période  | Identité                        | Étiquette | Qualité |
| ---------------------------------------- | -------- | ------------------------------- | --------- | ------- |
| 1792                                     | 1797     | Jean Labadie                    |           |         |
| 1797                                     | 1800     | Jacques Labadie                 |           |         |
| 1800                                     | 1806     | Jean-pierre Laborde             |           |         |
| 1806                                     | 1810     | François Laburthe               |           |         |
| 1810                                     | 1813     | Hyacinthe Marie Laborde Pecomme |           |         |
| 1813                                     | 1832     | Pierre Darrenx                  |           |         |
| 1832                                     | 1835     | François Labadie                |           |         |
| 1835                                     | 1843     | Jean Labassa                    |           |         |
| 1843                                     | 1847     | François Labadie                |           |         |
| 1847                                     | 1850     | Joseph Labadie                  |           |         |
| 1850                                     | 1852     | Joseph Lacaze                   |           |         |
| 1852                                     | 1864     | Guillaume Lagarrosse            |           |         |
| 1864                                     | 1881     | Jean-jacques Ulysse Laborde     |           |         |
| 1881                                     | 1892     | Abbadie De Barrau (d')          |           |         |
| 1892                                     | 1919     | Pierre Bougneres                |           |         |
| 1919                                     | 1935     | Justin Beyrie                   |           |         |
| 1935                                     | 1941     | Jean Lalanne                    |           |         |
| 1941                                     | 1944     | Jean Labassa                    |           |         |
| 1944                                     | 1959     | René Lafontanie                 |           |         |
| 1959                                     | 1995     | Jean Buffaumène                 |           |         |
| juin 1995                                | mai 2020 | Gérard Luflade                  |           |         |
| mai 2020                                 | En cours | Daniel Laburthe                 |           |         |
| Les données manquantes sont à compléter. |          |                                 |           |         |

## Démographie
L'évolution du nombre d'habitants est connue à travers les recensements de la population effectués dans la commune depuis 1793. Pour les communes de moins de 10 000 habitants, une enquête de recensement portant sur toute la population est réalisée tous les cinq ans, les populations de référence des années intermédiaires étant quant à elles estimées par interpolation ou extrapolation. Pour la commune, le premier recensement exhaustif entrant dans le cadre du nouveau dispositif a été réalisé en 2005.

En 2022, la commune comptait 266 habitants, en évolution de −4,32 % par rapport à 2016 (Gers : +1,04 %, France hors Mayotte : +2,11 %).
| 1793  | 1800  | 1806  | 1821  | 1831  | 1841  | 1846  | 1851  | 1856  |
| ----- | ----- | ----- | ----- | ----- | ----- | ----- | ----- | ----- |
| 1 125 | 1 252 | 1 252 | 1 159 | 1 226 | 1 145 | 1 178 | 1 184 | 1 209 |

| 1861  | 1866  | 1872  | 1876  | 1881  | 1886  | 1891  | 1896  | 1901  |
| ----- | ----- | ----- | ----- | ----- | ----- | ----- | ----- | ----- |
| 1 148 | 1 191 | 1 189 | 1 146 | 1 173 | 1 075 | 1 073 | 1 053 | 1 041 |

| 1906  | 1911 | 1921 | 1926 | 1931 | 1936 | 1946 | 1954 | 1962 |
| ----- | ---- | ---- | ---- | ---- | ---- | ---- | ---- | ---- |
| 1 024 | 920  | 703  | 727  | 756  | 755  | 690  | 668  | 583  |

| 1968 | 1975 | 1982 | 1990 | 1999 | 2005 | 2006 | 2010 | 2015 |
| ---- | ---- | ---- | ---- | ---- | ---- | ---- | ---- | ---- |
| 523  | 414  | 369  | 311  | 306  | 287  | 281  | 289  | 281  |

| 2020 | 2022 | - | - | - | - | - | - | - |
| ---- | ---- | - | - | - | - | - | - | - |
| 266  | 266  | - | - | - | - | - | - | - |

## Économie

### Revenus
En 2018  (données Insee publiées en septembre 2021), la commune compte 129 ménages fiscaux, regroupant 270 personnes. La médiane du revenu disponible par unité de consommation est de 20 880 € (20 820 € dans le département).

### Emploi
|                | 2008  | 2013  | 2018  |
| -------------- | ----- | ----- | ----- |
| Commune        | 3,4 % | 8,7 % | 6,5 % |
| Département    | 6,1 % | 7,5 % | 8,2 % |
| France entière | 8,3 % | 10 %  | 10 %  |

En 2018, la population âgée de 15 à 64 ans s'élève à 141 personnes, parmi lesquelles on compte 79 % d'actifs (72,5 % ayant un emploi et 6,5 % de chômeurs) et 21 % d'inactifs,. Depuis 2008, le taux de chômage communal (au sens du recensement) des 15-64 ans est inférieur à celui de la France et du département.
La commune est hors attraction des villes,. Elle compte 92 emplois en 2018, contre 83 en 2013 et 82 en 2008. Le nombre d'actifs ayant un emploi résidant dans la commune est de 109, soit un indicateur de concentration d'emploi de 84 % et un taux d'activité parmi les 15 ans ou plus de 48,7 %.
Sur ces 109 actifs de 15 ans ou plus ayant un emploi, 45 travaillent dans la commune, soit 41 % des habitants. Pour se rendre au travail, 73,8 % des habitants utilisent un véhicule personnel ou de fonction à quatre roues, 4,7 % s'y rendent en deux-roues, à vélo ou à pied et 21,5 % n'ont pas besoin de transport (travail au domicile).

### Activités hors agriculture
24 établissements sont implantés  à Mauléon-d'Armagnac au 31 décembre 2019. Le tableau ci-dessous en détaille le nombre par secteur d'activité et compare les ratios avec ceux du département,.
Le secteur de l'industrie manufacturière, des industries extractives et autres est prépondérant sur la commune puisqu'il représente 25 % du nombre total d'établissements de la commune (6 sur les 24 entreprises implantées  à Mauléon-d'Armagnac), contre 12,3 % au niveau départemental.

### Agriculture
La commune est dans le Bas-Armagnac, une petite région agricole occupant une partie ouest du département du Gers. En 2020, l'orientation technico-économique de l'agriculture  sur la commune est la polyculture et/ou le polyélevage.
|               | 1988  | 2000  | 2010  | 2020  |
| ------------- | ----- | ----- | ----- | ----- |
| Exploitations | 70    | 53    | 42    | 36    |
| SAU (ha)      | 2 047 | 2 246 | 2 051 | 1 727 |

Le nombre d'exploitations agricoles en activité et ayant leur siège dans la commune est passé de 70 lors du recensement agricole de 1988  à 53 en 2000 puis à 42 en 2010 et enfin à 36 en 2020, soit une baisse de 49 % en 32 ans. Le même mouvement est observé à l'échelle du département qui a perdu pendant cette période 51 % de ses exploitations,. La surface agricole utilisée sur la commune a également diminué, passant de 2 047 ha en 1988 à 1 727 ha en 2020. Parallèlement la surface agricole utilisée moyenne par exploitation a augmenté, passant de 29 à 48 ha.

## Culture locale et patrimoine

### Lieux et monuments
- L'écomusée de l'armagnac, situé au Château Garreau, est un lieu pour découvrir l'histoire de cette eau de vie[37],[38],[39].
- Église Sainte-Madeleine de Mauléon-d'Armagnac.

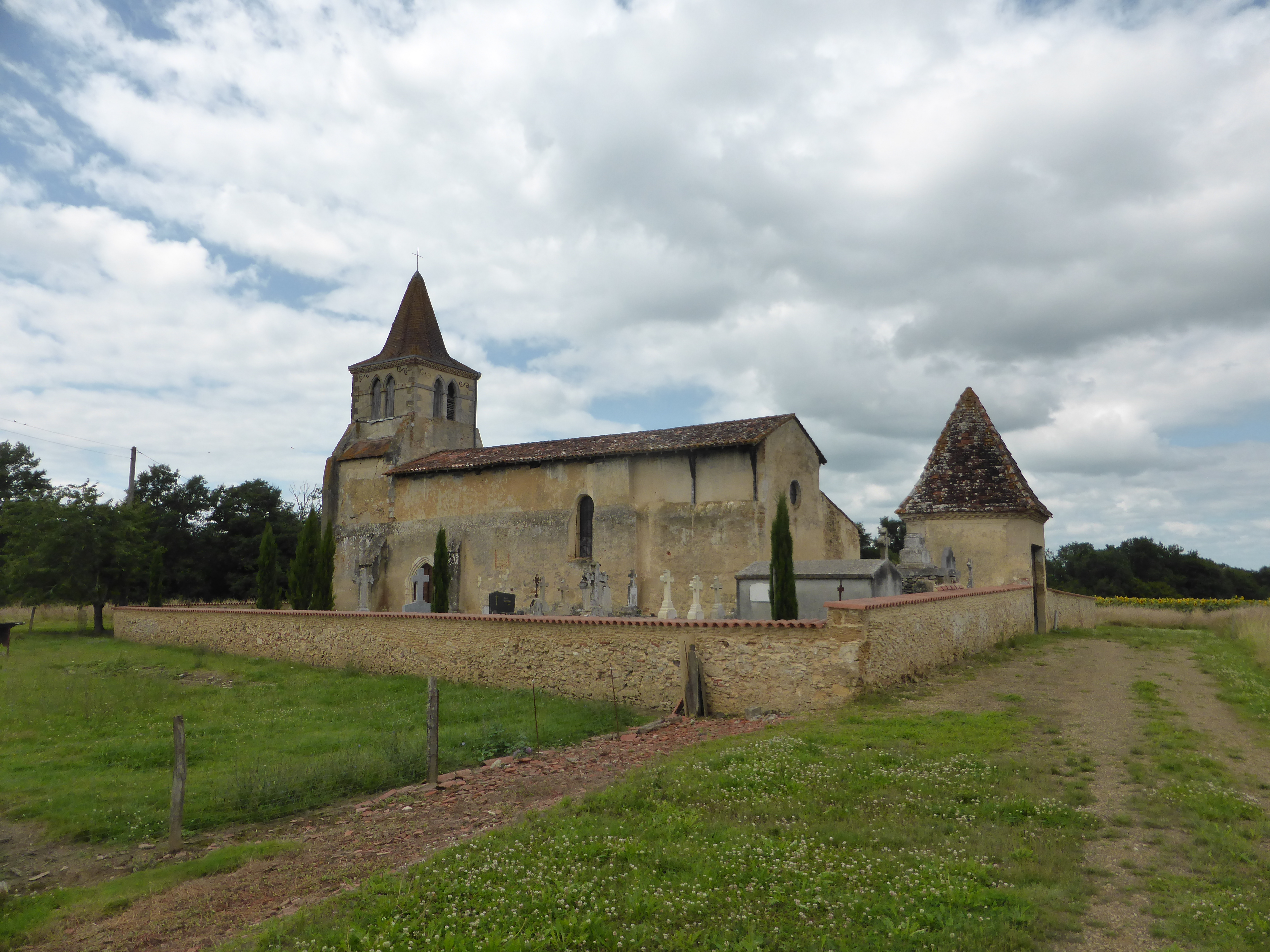
Église de Cucassé

- Église de Cucassé.
- Église de Soubère.